# Нижние Булдаки
Нижние Булдаки — деревня в Слободском районе Кировской области в составе Шиховского сельского поселения.

## География
Находится на расстоянии примерно 9 км на юго-восток от Нового моста через Вятку в городе Киров. 

## История
Известна с 1671 года как деревня Коневская (Костевская) с 1 двором, в 1764 году здесь (Мокеевская или Костяевская) учтено было 36 жителей. В 1873 году в деревне (тогда Мокеевская или Нижние Булдаки) было учтено дворов 12 и жителей 115, в 1905 32 и 180, в 1926 38 и 185, в 1950 36 и 125. В 1989 году оставалось 36 жителей. 

## Население
Постоянное население  составляло 39 человек (русские 82%) в 2002 году, 33 в 2010.